# Jonny Schlegel
Jonny Albert Schlegel (* 24. Dezember 1921 in Wulfen (Anhalt); † 22. August 2013) war ein deutscher Sonderschulpädagoge und Hochschullehrer.

## Leben und Wirken

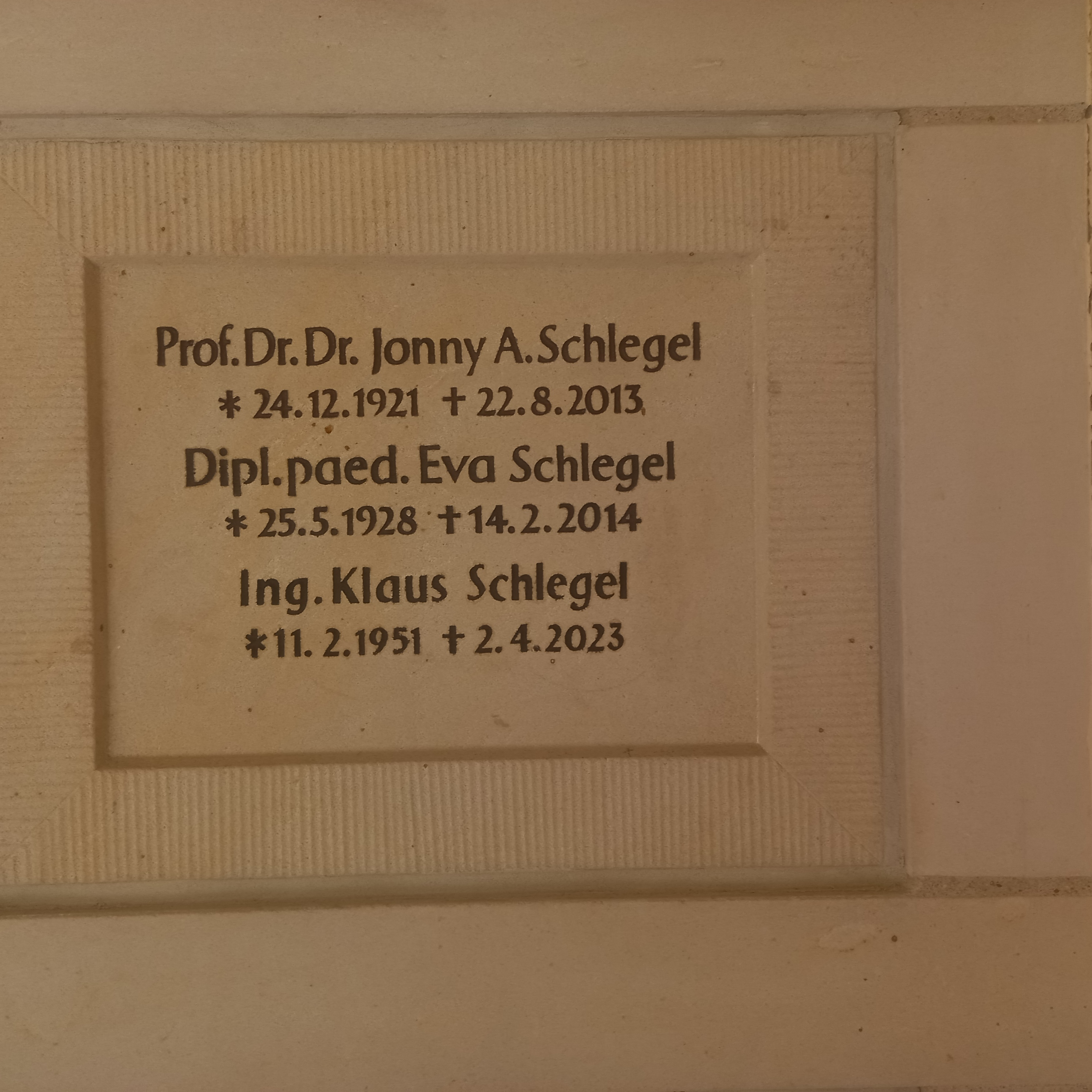
Das Grab von Jonny Schlegel und seiner Ehefrau Eva auf dem Stadtgottesacker in Halle

Nach dem Schulabschluss nahm er 1938 eine dreijährige Lehre zum Elektrowickler auf und legte 1941 die Facharbeiterprüfung in Dessau ab. Danach studierte er Elektrotechnik an der Ingenieurschule Köthen, wurde aber noch im gleichen Jahr zum Militär eingezogen. Nach seiner Rückkehr absolvierte er 1946 einen Neulehrerkurs und studierte ab 1948 Pädagogik an der Universität Halle-Wittenberg, wo er 1951 das Staatsexamen ablegte. 1952 legte er das Examen für das Lehramt an Hilfsschulen ab und promovierte 1954 zum Dr. paed. 1955 wurde er mit der Wahrnehmung einer Professur für die Psychologie des Hilfsschulkindes beauftragt und 1958 zum Dozenten für Sonderschulpädagogik an der Universität Halle-Wittenberg ernannt. 1961 erhielt er dort die entsprechende Professor und habilitierte sich 1963. 1988 wurde er emeritiert. Sein Forschungsgebiet war die Sonderpädagogik, darüber verfasste er mehrere Studienhefte.

## Schriften (Auswahl)
- Beiträge zum Problem der Bedeutung der erziehlichen Einwirkung der Familie auf die psychische Entwicklung des vorschulpflichtigen Hilfsschulkindes. 1954.
- Beiträge zur Entwicklung des Hilfsschulwesens und der Hilfsschulpädagogik im 19. Jahrhundert. 1963.
- Allgemeine Sonderpädagogik. Heft 7. Berlin 1971.
- Allgemeine Sonderpädagogik. Heft 8. Berlin 1971.
- 25 Jahre Sonderpädagogik an der Martin-Luther-Universität Halle-Wittenberg – ein Beitrag zur gesellschaftlichen Determiniertheit der Oligophrenopädagogik. In: Heindorf, Horst (Hrsg.): 25 Jahre Sonderpädagogik an der Martin-Luther-Universität Halle-Wittenberg. Referate und Materialien aus Anlaß des 25jährigen Bestehens einer selbständigen Institution für Sonderpädagogik an der Universität Halle. Halle 1975, S. 27–45.